# Beni Zmenzer
Beni Zmenzer è un comune dell'Algeria, situato nella provincia di Tizi Ouzou.